# نيبويشا يوكسيموفيتش
نيبويشا يوكسيموفيتش هو لاعب كرة قدم صربي في مركزي الدفاع وقلب الدفاع، ولد في 1 أبريل 1981 في تشاتشاك في صربيا. لعب مع النجم الأحمر بلغراد ونادي تشوكاريتشكي ونادي فويفودينا ونادي نوشاتل زاماكس.